# Anse des Doucet
Anse des Doucet (do 5 stycznia 1976 Friars Head Boat Harbour) – zatoka (ang. cove, fr. anse) w kanadyjskiej prowincji Nowa Szkocja, w hrabstwie Inverness, u zachodnich wybrzeży wyspy Cape Breton; nazwa Friars Head Boat Harbour urzędowo zatwierdzona 2 grudnia 1954.